# 3293 Rontaylor
3293 Rontaylor este un asteroid din centura principală, descoperit pe 24 septembrie 1960, de PLS.